# 박선승 관련 고문서
박선승 관련 고문서(朴善承 關聯 古文書)는 대한민국 경상남도 밀양시 상동면 가곡리에 있는, 밀성 박씨 우윤공파 가곡종중에 대대로 보관되어 온 고문서이다.
1998년 11월 13일 경상남도의 유형문화재 제339호 박선승 관계 고문서로 지정되었다가, 2018년 12월 20일 현재의 명칭으로 변경되었다.

## 개요
밀성 박씨 우윤공파 가곡종중에 대대로 보관되어 온 고문서이다.
『초문기』와『초문기원안』은 현종 4년(1663)에 당시 가선대부 한성부우윤 박선승 선생이 슬하의 적첩자녀 22명에게 재산을 분배한 재산분재문서이다.
이 문서는 당시 박선승 가문의 재산현황과 조선시대 사회·경제사를 연구하는데 참고가 되는 자료이다.

## 참고 문헌
- 박선승 관련 고문서 - 국가유산청 국가유산포털